# Appennino pratese

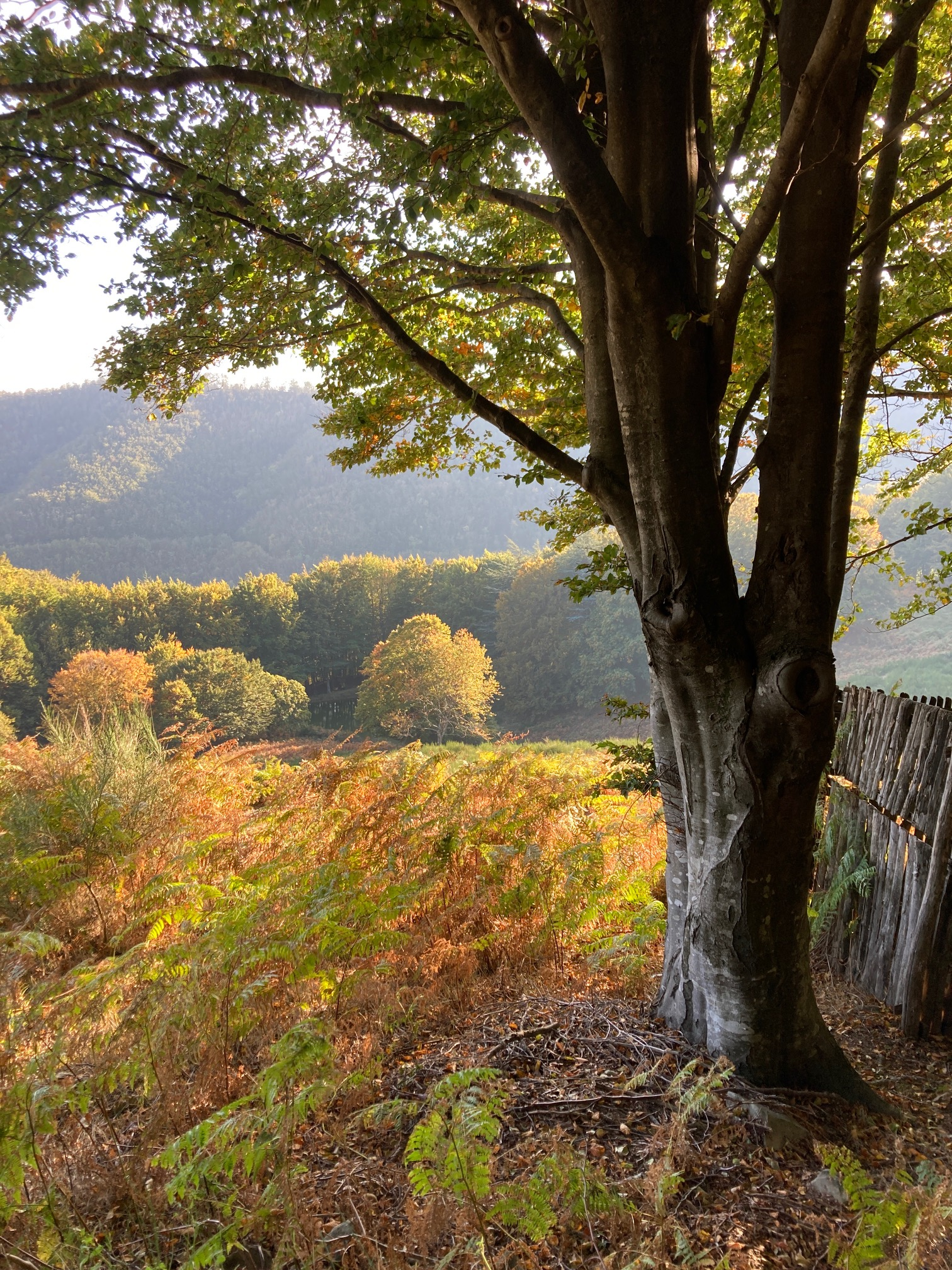
Foto scattata lungo il sentiero 438a a Ottobre 2022

L´Appennino pratese si estende dall´Acquerino a Montepiano tra le vallate del Bisenzio e del Limentra. Questo territorio fa parte della dorsale meridionale dell'Appennino tosco-emiliano, ed è composto dai comuni di Cantagallo, Vaiano, Vernio, facenti parte della Comunità montana della Val di Bisenzio. I tre comuni si estendono su un'area di 192,75 km² e ospitano 19.186 abitanti. Le tre località sono collegate una dopo l'altra dalla Strada statale 325 di Val di Setta e Val di Bisenzio e dalla Ferrovia Bologna-Firenze (direttissima). Quest'ultima, compie due fermate nella Val di Bisenzio: Vaiano e Vernio-Montepiano-Cantagallo. 

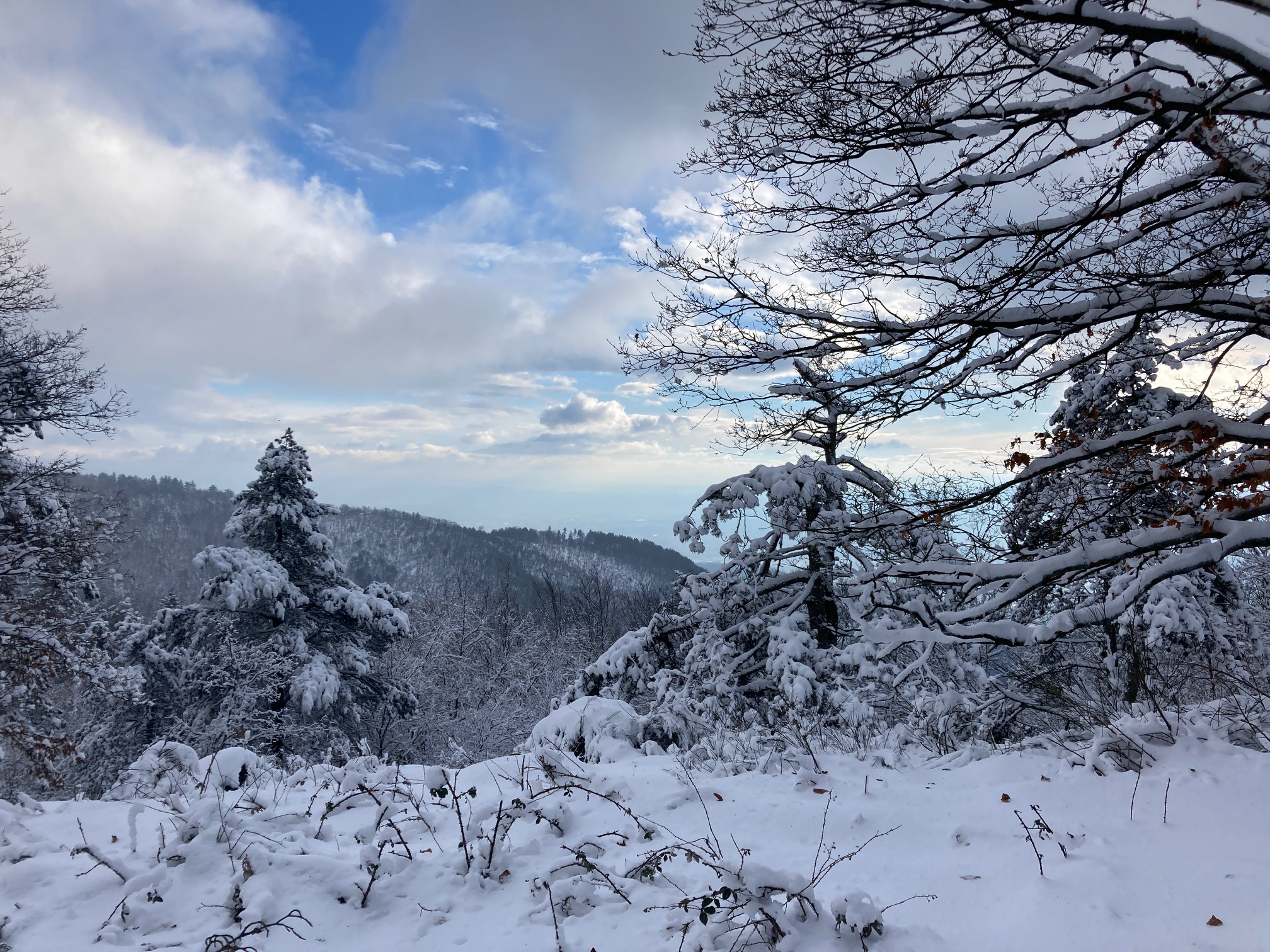
Foto scattata nei pressi del Passo degli Acandoli a gennaio 2023.

| Stati                  | Italia |
| ---------------------- | --- |
| Regioni                | Toscana |
| Province               | Prato |
| Località principali    | - Vaiano - Schignano - La Briglia - La Foresta - La Tignamica - Sant´Ippolito di Vernio - San Quirico di Vernio - Mercatale di Vernio - Cavarzano - Sasseta - Terrigoli-Le confina - Cantagallo - Luicciana - Carmignanello - Castello - Cerbaia - Fossato - Gavigno - Il Fabbro - L´Acqua - La Dogana - Luogomano - Migliana - S. Stefano - Usella |
| Montagne più alte      | 1. Monte della Scoperta (1.278 m.) 2. Monte Bucciana (1.219 m.) 3. Monte delle Scalette (1.193 m.) |
| Rifugi                 | - Rifugio Alpino Poggio di Petto (1.121 m) - Rifugio Luigi Pacini (1.001 m.) - Rifugio Le Cave (794 m.) - Cascina di Spedaletto (884 m.) |
| Bivacchi               | - Casotto di Cerliano (aperto) - Rifugio Le Barbe (aperto) - Bivacco Il Frassino (aperto) - Rifugio Le Canicciaie (chiuso ma prenotatile tramite Associazione Acquerino Cantagallo) - Rifugio Vespaio (chiuso) |
| Aree Naturali protette | - Area Protetta Alto Carigiola Monte delle Scalette - Riserva Naturale Acquerino-Cantagallo |

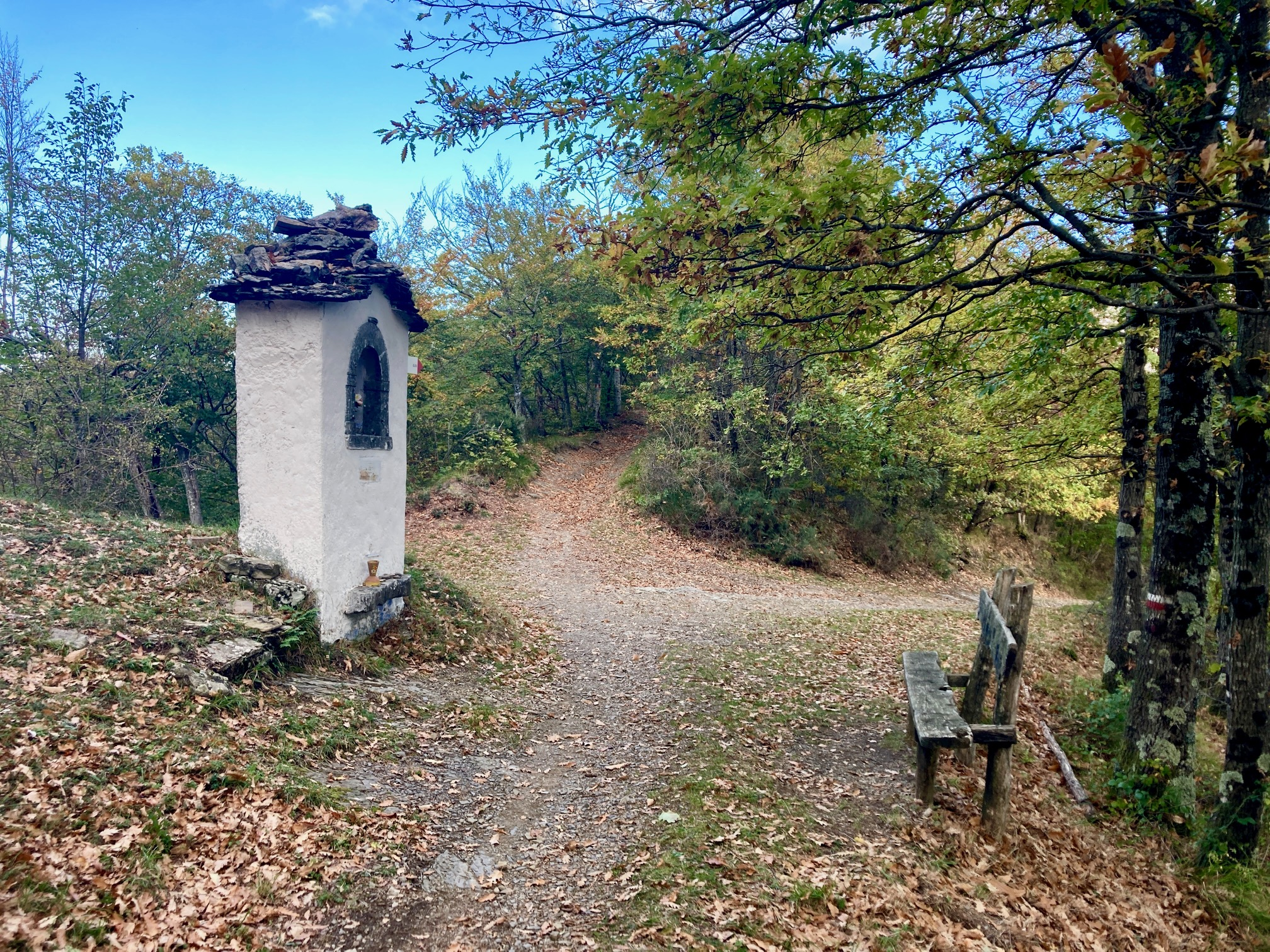
Sentiero dei Tabernacoli (416a) sopra il paese di Migliana

1. ↑   Tuttitalia.it - Guida ai Comuni, alle Province e alle Regioni d'Italia, su Tuttitalia.it. URL consultato il 13 luglio 2024.